# هندسة منتهية

Finite affine plane of order 2, containing 4 points and 6 lines. المستقيمات التي تحمل نفس اللون "متوازية".

الهندسة المنتهية هي أي نظام هندسي رياضي يحوي عددا منتهيا (محددا) من النقاط. على سبيل المثال، الهندسة الإقليدية هي هندسة غير منتهية، حيث أن المستقيم الإقليدي يحتوي عددا لا نهائي من النقاط. من الممكن للهندسة المنتهية أن تمتلك عددا منتهيا من الأبعاد وإسقاطي.

## المستويات المنتهية
هناك نوعان من المستويات المنتهية، تآلفي وإسقاطي. حيث من الممكن وصف هذين النوعين باستخدام بديهيات بسيطة.
يتألف المستوي التآلفي من مجموعة غير خالية من النقاط X مع مجموعة غير خالية من المستقيمات L وهي مجموعة جزئية من X، بحيث يتحقق ما يلي:
1. من أجل أي نقطتين، هناك مستقيم واحد فقط يصل بينهما.
2. تتحقق مسلمة التوازي من أجل كل مستقيم ونقطة ليست على هذا المستقيم.
3. يوجد مجموعة من أربع نقاط، بحيث لا يكون ثلاثة من هذه النقاط ينتمي إلى ذات المستقيم.

البديهية الأخيرة تعمل على أن لا تكون المجموعة خالية، بينما تحدد البديهيتان الأوليتان صفات الهندسة.
أبسط شكل للمستوي التآلفي فيه 4 نقاط، ويسمى المستوي التآلفي من الدرجة الثانية. بما أنه لا يوجد أي ثلاث نقاط على مستقيم واحد، فإن كل نقطتين ستحددان مستقيما فيكون عدد المستقيمات 6. بشكل عام فإن مستوي تآلفي من الدرجة {\displaystyle n} سيحتوي على {\displaystyle n^{2}} نقطة و{\displaystyle n^{2}+n} مستقيم، بحيث أن كل مستقيم يقع عليه {\displaystyle n} نقطة، وكل نقطة تكون على {\displaystyle n+1} مستقيم.
يتألف المستوي الإسقاطي الهندسي من مجموعة غير خالية من النقاط X مع مجموعة غير خالية من المستقيمات L وهي مجموعة جزئية من X، بحيث يتحقق ما يلي:
1. من أجل أي نقطتين مختلفتين، يوجد فقط مستقيم واحد يحوي كلتا النقطتين.
2. إن تقاطع أي مستقيمين يحوي على نقطة واحدة فقط.
3. يوجد مجموعة من أربع نقاط، بحيث لا يكون ثلاثة من هذه النقاط ينتمي إلى ذات المستقيم.

بينما الشرط الثالث يتطلب وجود فقط أربع نقاط، إلا أن أبسط شكل للمستوي يجب أن يتضمن سبع نقاط كل نقطة منها تقع على ثلاث مستقيمات، وكل مستقيم يضم ثلاث نقاط. يدعى هذا المستوي باسم مستوي فانو.

شكل يوضح مستوي فانو

إذا تم إزالة أي من المستقيمات من هذا المستوي مع نقاطه، سينتج لدينا مستوي تآلفي من الدرجة الثانية. لذلك فإن مستوي فانو يدعي باسم المستوي الإسقاطي من الدرجة الثانية. وبشكل عام فإن المستوي الإسقاطي من الدرجة n يمتلك n2+n+ 1 نقطة، ونفس العدد من المستقيمات، كل مستقيم منها يحتوي n+1 نقطة، وكل نقطة n+1 مستقيم.